# マグヌス・エリクソン
マグヌス・エリクソン（Magnus Eriksson、1990年4月8日 - ）は、スウェーデン出身の同国代表プロサッカー選手。ポジションはFW。

## クラブ経歴
AIKソルナの下部組織出身で、2006年シーズンからトップチームに昇格した。しかし出場機会は無く、2009年にFCヴェスビー・ユナイテッドに完全移籍した。
2011年シーズン開幕前、オートヴィーダベリFFに移籍。
2012年8月21日、KAAヘントに移籍。
2013年1月21日、マルメFFに移籍。
2014年12月15日、北京人和足球倶楽部に移籍。
2015年7月10日、ブレンビーIFに移籍。
2016年6月16日、ユールゴーデンIFに移籍。
2017年12月20日、サンノゼ・アースクエイクスに移籍。

## タイトル

### クラブ
オートヴィーダベリFF
- スーペルエッタン: 2011

マルメFF
- アルスヴェンスカン: 2013, 2014

### 個人
- アルスヴェンスカン年間MVP: 2013
- スウェーデン年間最優秀ゴール: 2014
- アルスヴェンスカン得点王: 2017